# Zeche Louischen
Die Zeche Louischen in Bommern ist ein ehemaliges Steinkohlenbergwerk. Die Zeche ist aus der Konsolidation von zwei eigenständigen Bergwerken entstanden. Das Bergwerk gehörte zum Märkischen Bergamtsbezirk und dort zum Geschworenenrevier Hardenstein.

## Bergwerksgeschichte
Am 5. Januar des Jahres 1852 konsolidierten die beiden Zechen Altena und Gutekauf zur Zeche Louischen. Die Konsolidation erfolgte teilweise oberhalb der St-Johannes Erbstollensohle. Im Oktober des Jahres 1854 wurden der Justizrat Brinkmann, Ludwig Küper und Friedrich Oberste Frielinghaus zum Grubenvorstand des Bergwerks gewählt. Noch im selben Jahr wurde östlich des Muttenbaches mit dem Abbau begonnen. Abgebaut wurde in den beiden Flözen Mausegatt und Kreftenscheer. Die abgebauten Kohlen wurden durch den Louischenstollen gefördert. Das Mundloch dieses Stollens befand sich westlich der heutigen Ruhrtalbrücke. Im Jahr 1855 wurde zusammen mit der Zeche Flößgraben ein gemeinschaftlicher Stollen angelegt. Der Stollen begann im Bereich der Wittener Fähre, heute befindet sich dort die Ruhrbrücke. Anfangs musste der Stollen im Lehm aufgefahren werden. Erst danach traf man auf festes Gestein und traf bei der weiteren Auffahrung auf das Flöz Finefrau. Bis zum Jahresende desselben Jahres wurden 52 Lachter Stollen aufgefahren. Im selben Jahr wurden Teile der abgebauten Kohlen im Schacht Friedrich der Zeche Oberste Frielinghaus gefördert.
Im Mai des Jahres 1856 erreichte man das Flöz Gutekauf, der Stollen hatte mittlerweile eine Länge von 145 Metern. Im Jahr 1857 erreichte der Stollen eine Länge von 377 Metern. Der Stollen wurde im Flöz Gutekauf weiter in westlicher Richtung aufgefahren. Um die Bewetterungsverhältnisse im Stollen zu verbessern, wurde noch im selben Jahr ein Lichtloch geteuft. Im Jahr 1858 war das Bergwerk nachweislich in Betrieb. Die abgebauten Kohlen wurden über Schienen mittels Förderwagen gefördert und über Tage bis zur Louisenglücker Brücke transportiert. Dort wurden sie an der Ruhr auf Schiffe verladen. Über den Stollen wurde auch das anfallende Grubenwasser abgeleitet. Ab dem 1. Februar des Jahres 1871 wurde das Bergwerk in Fristen gelegt. Am 20. September des Jahres 1879 wurde das Bergwerk wieder in Betrieb genommen. Im Jahr 1881 waren die Kohlenvorräte des Bergwerks fast abgebaut. Im Laufe des Jahres kam es zu einem Wassereinbruch. Am 1. Dezember 1881 wurde die Zeche Louischen endgültig stillgelegt. Die restlichen noch anstehenden Kohlen wurden später durch die Zeche Vereinigte Louisenglück abgebaut.

### Förderung und Belegschaft
Die ersten bekannten Förder- und Belegschaftszahlen des Bergwerks stammen aus dem Jahr 1855, damals wurden mit zwölf Bergleuten 661 preußische Tonnen Steinkohle gefördert. Für das Jahr 1860 wurde eine Förderung von 6000 Tonnen Steinkohle angegeben. Die maximale Förderung wurde im Jahr 1862 erzielt, es wurden 6500 Tonnen Steinkohle gefördert. Im Jahr 1865 sank die Förderung auf 1145 Tonnen Steinkohle. Im Jahr 1867 wurden von acht Bergleuten eine Förderung von 4460 Tonnen Steinkohle erbracht. Im Jahr 1870 sank die Förderung auf 1961 Tonnen Steinkohle, diese Förderung wurde von vier Bergleuten erbracht. Im Jahr 1879 kam es zu einem erneuten Förderrückgang, mit sechs Bergleuten wurden 1311 Tonnen Steinkohle gefördert. Im Jahr 1880 wurden von zwölf Bergleuten 1829 Tonnen Steinkohle abgebaut. Die letzten Förder- und Belegschaftszahlen des Bergwerks stammen aus dem Jahr 1881, von vier Bergleuten es wurden 1861 Tonnen Steinkohle gefördert.